# Koen Heg
Koen Heg (15 de febrero de 2001) es un deportista neerlandés que compite en judo. Ganó una medalla de plata en el Campeonato Europeo de Judo por Equipo Mixto de 2021.

## Palmarés internacional
| Campeonato Europeo por Equipo Mixto | Campeonato Europeo por Equipo Mixto | Campeonato Europeo por Equipo Mixto | Campeonato Europeo por Equipo Mixto |
| Año                                 | Lugar                               | Medalla                             | Categoría                           |
| ----------------------------------- | ----------------------------------- | ----------------------------------- | ----------------------------------- |
| 2021                                | Ufá (Rusia)                         | Medalla de plata                    | Equipo mixto                        |